# کونیت
کونیت (به اسپانیایی: Cunit) یک شهرستان در اسپانیا است که در کاتالونیا واقع شده‌است.

## خصوصیات
کونیت ۹٫۷۴ کیلومترمربع مساحت و ۱۲٬۴۶۴ نفر جمعیت دارد و ۱۰ متر بالاتر از سطح دریا واقع شده‌است.